# Wohnhaus Steinstraße 47
Das Wohnhaus Steinstraße 47 im niedersächsischen Elsfleth im Landkreis Wesermarsch stammt aus dem späten 19. Jahrhundert.

Aktuell (2023) wurde/wird es als Praxis und als Wohnhaus genutzt.
Das Gebäude steht unter Denkmalschutz (siehe auch Liste der Baudenkmale in Elsfleth).

## Beschreibung
Das zweigeschossige traufständige verputzte historisierende villenartige Gebäude auf Kellersockel mit hohem Drempel, Satteldächern und Giebelrisalit wurde 1885 als Variante des Haustyps Oldenburger Hundehütte gebaut. Auf der linken Seite steht zurückgesetzt ein Vorbau mit dem Eingang. Durch die Fensterrahmungen, im Erdgeschoss die geschossteilenden Gesimse, das Brüstungsgesims, die Brüstungsfelder und horizontale Fugen, sowie im Obergeschoss des Risalits die Serliana (Venezianisches Fenster) mit Balustern, Pilastern und Gebälk und den beiden hölzernen Schwebegiebeln wurde das Haus gegliedert und gestaltet.
Der denkmalgeschützte Garten wurde beim Bau des Hauses angelegt; einige alte, markante Bäume sind erhalten.
Das Landesdenkmalamt befand: „… geschichtliche Bedeutung … als beispielhaftes, villenartiges Wohnhaus des Historismus …“